# Priotrochus obscurus
Priotrochus obscurus là một loài ốc biển, là động vật thân mềm chân bụng sống ở biển thuộc họ Trochidae, họ ốc đụn.

## Miêu tả
Loài này có kích thước giữa 7 mm and 20 mm

## Phân bố
Chúng phân bố ở Red Sea and in the Indian Ocean along Madagascar, Mozambique, Tanzania và Durban, South Africa.